# Kościół św. Brata Alberta w Leszkowach
Kościół św. Brata Alberta w Leszkowach – rzymskokatolicki ceglany kościół filialny zlokalizowany w żuławskiej wsi Leszkowy (powiat gdański, województwo pomorskie). Należy do parafii św. Aniołów Stróżów w Cedrach Wielkich.

## Historia
Obiekt zbudowano w połowie XIV wieku. Był to obiekt konstrukcji szkieletowej, wypełniony cegłą. Z czasem przybudowano doń drewnianą wieżę z zegarem i dzwonem, jak również kruchtę. W XIX wieku dodano nawę boczną oraz dostawiono neogotycki szczyt, wzorowany na tym z kościele w Trutnowach. Po zakończeniu II wojny światowej obiekt opuszczono i częściowo zniszczono. W latach 1989–1992 częściowo go odbudowano z inicjatywy księdza Jana Szczepańskiego. Podczas odbudowy usunięto jednak średniowieczne detale. Z dawnego wyposażenia zachowane są cztery kamienne płyty nagrobne, które umieszczone są w posadzce. Na pięciu cegłach po zewnętrznej stronie wschodniej ściany wyryto napisy: nazwiska, imiona i daty (1602, 1645 oraz 1671).

## Galeria

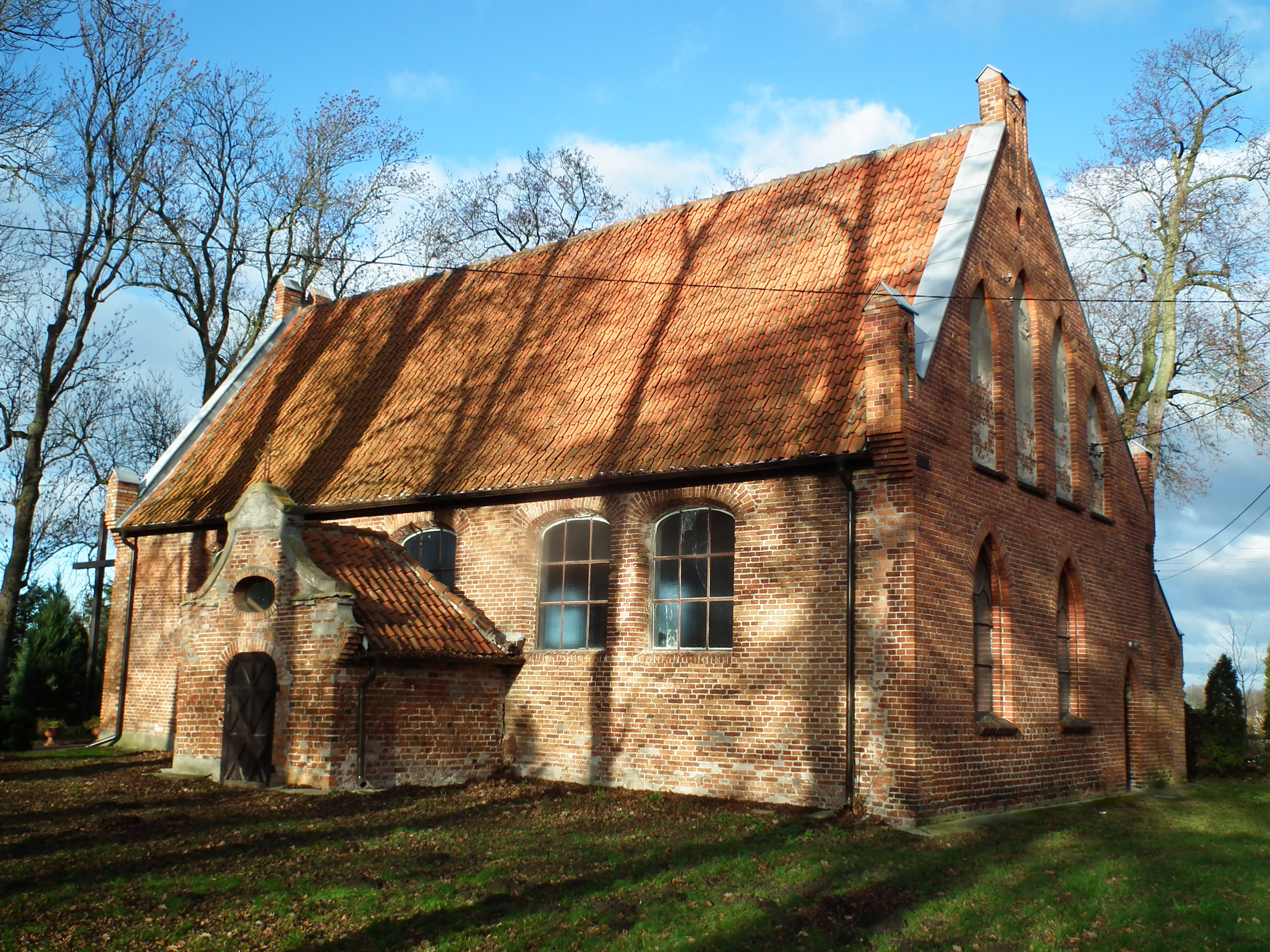
Całość ze ścianą szczytową
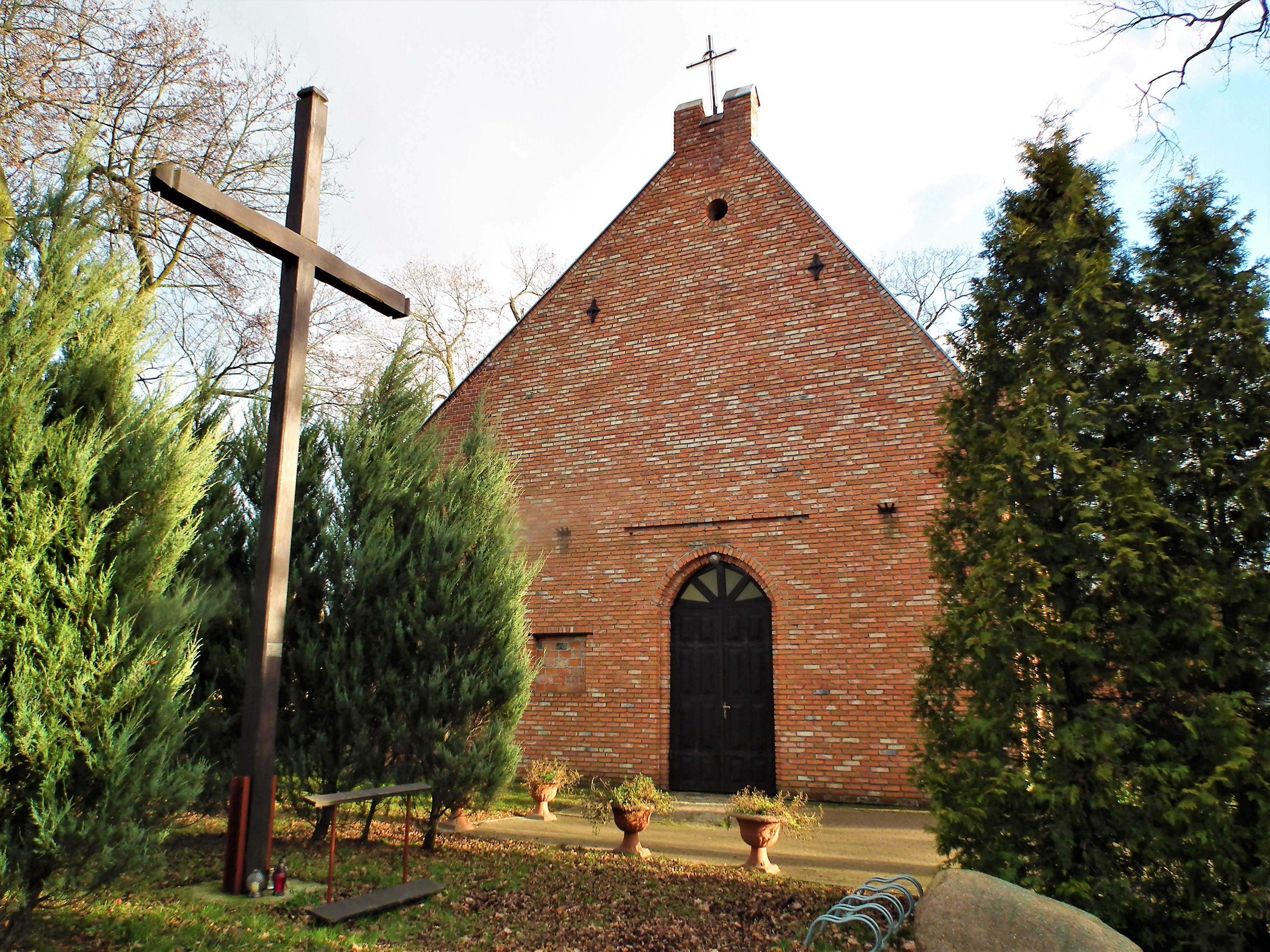
Fasada zachodnia
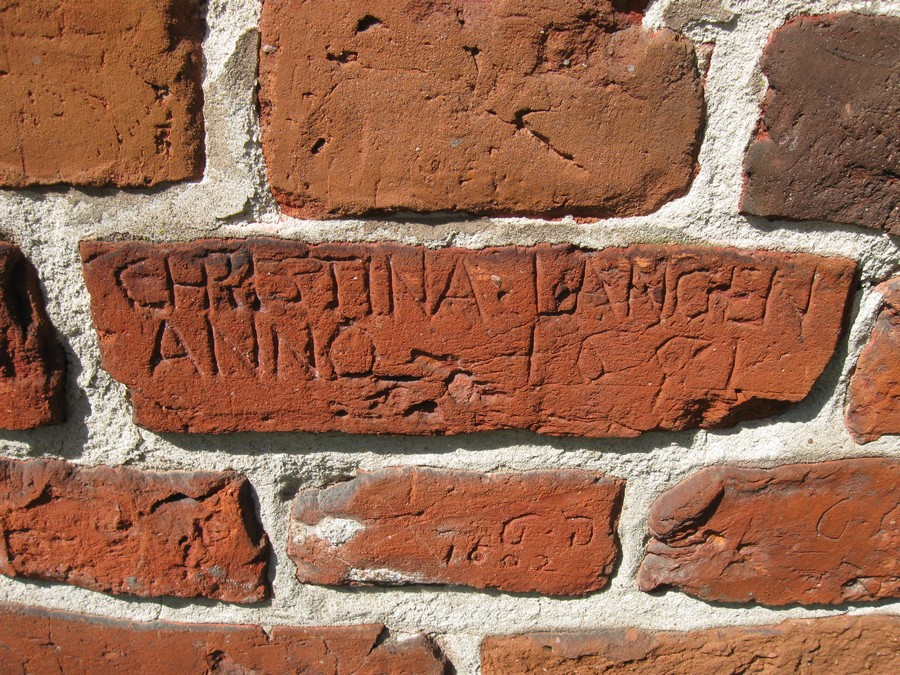
Napis z 1671 wyryty na cegle